# Théâtre de la Ville
Il Théâtre de la Ville "Sarah Bernhardt" è un teatro parigino sito al 2, place du Châtelet nel IV arrondissement. Il Théâtre de la Ville è divenuto, dagli anni ottanta, uno dei luoghi di maggior importanza per la danza contemporanea e i suoi giovani artisti. Dal 1996 possiede una seconda sala, nel nord di Parigi, il Théâtre des Abbesses.

## Storia
Il Théâtre de la Ville venne progettato da Gabriel Davioud nel quadro della ristrutturazione di Parigi realizzata dal Barone Haussmann. Venne edificato tra il 1860 e il 1862 di fronte al théâtre du Châtelet, al posto dell'antica sala del Théâtre-Historique del boulevard du Temple. Esso ha una capacità di 1.000 posti.
Venne inaugurato con uno spettacolo realizzato dal Théâtre Lyrique, diretto da Léon Carvalho che mise in scena una serie di opere fra le più importanti quali Mireille (1864) e Roméo et Juliette (1867) di Charles Gounod, Les Pêcheurs de perles (1863) e La Jolie Fille de Perth (1866) di Georges Bizet e la seconda parte de Les Troyens di Hector Berlioz (1863). Il repertorio era comunque aperto ai grandi compositori stranieri quali Bellini, Donizetti, Mozart, Verdi, Wagner e Weber. Il direttore d'orchestra Jules Pasdeloup ne assume la direzione nel 1868 ma il teatro venne distrutto da un incendio il 25 maggio 1871 a seguito dei disordini avvenuti nel corso della Comune di Parigi.

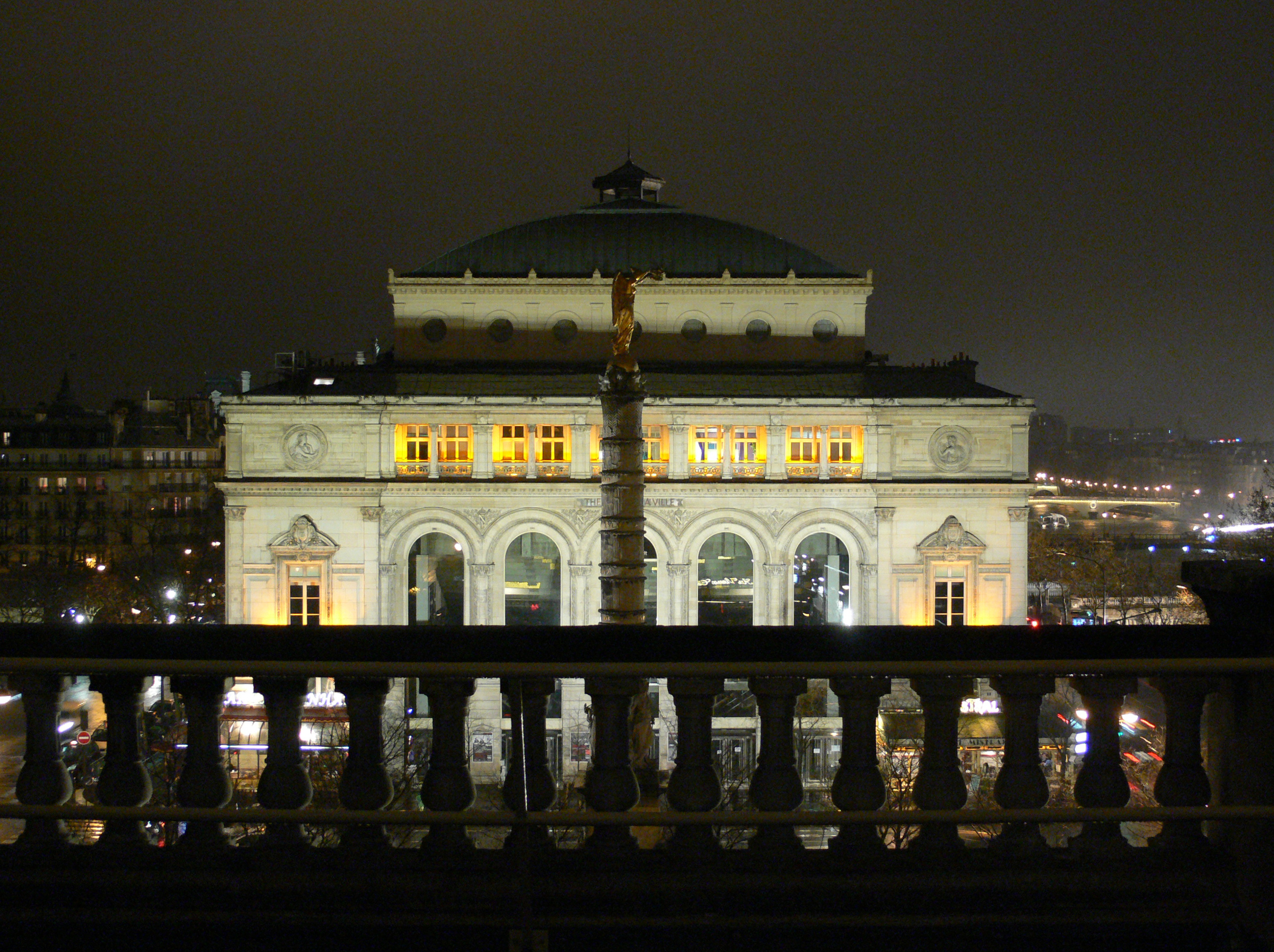
Il Théâtre de la Ville, di notte, visto dal Théâtre du Châtelet

Ricostruito sullo stesso progetto nel 1874, a parte le rifiniture dell'interno, venne ribattezzato Théâtre-Lyrique-Dramatique (1874), Théâtre-Historique (1875) e quindi Théâtre des Nations nel 1879, e ospitò temporaneamente le compagnie del Théâtre Italien e dell'Opéra-Comique, fin quando l'attrice Sarah Bernhardt ne ottenne la disponibilità nel 1898 e iniziò a recitarvi nel 1899, dandogli il suo nome. Sotto l'occupazione tedesca, il Théâtre Sarah Bernardt venne rinominato théâtre de la Cité, a seguito delle origini ebraiche dell'attrice. Nel 1943, Le mosche, il primo lavoro di Jean-Paul Sartre, venne rappresentato dal nuovo direttore del teatro Charles Dullin.
Dopo la guerra, il teatro riprese il suo nome di Sarah Bernhardt sotto la nuova direzione di A.M. Julien. Egli promosse la nascita del  Festival d'Art dramatique de Paris, nel 1954, che vide passare per il palcoscenico parigino Bertolt Brecht e il suo Berliner Ensemble e il Piccolo Teatro di Milano di Giorgio Strehler, ribattezzando il teatro Théâtre des Nations. La sala venne chiusa per due anni, dal 1967 al 1968, per permettere la ristrutturazione dell'interno del teatro su progetto di Valentin Fabre e Jean Perrottet. All'inaugurazione venne ribattezzata con il nome attuale di Théâtre de la Ville e posto sotto la direzione di Jean Mercure.
Le linee programmatiche del teatro attuale vennero messe in atto dallo stesso Mercure dal 1968 agli inizi degli anni ottanta. Gérard Violette ne assunse la direzione nel 1985 e modificò la programmazione. Il teatro si aprì allora alla danza contemporanea che occupa ormai la parte preminente della programmazione annuale. Esso si è proposto, in particolare, la diffusione delle nuove forme di danza presso il grande pubblico. Qui è nata e si è consacrata la nuova danza francese e quella belga. La maggior parte delle moderne coreografie di Maurice Béjart è stata co-prodotta con il Théâtre de la Ville.
Nel 1996, il théatre de la Ville si ingrandì con l'apertura di una nuova sala di 400 posti nella parte nord di Parigi e battezzata Théâtre des Abbesses.
Nel 2008, Gérard Violette, in accordo con la città di Parigi, lasciò la direzione del teatro al successore, Emmanuel Demarcy-Mota.